# Mirzik
Mirzik (azerbajdzjanska: Şəhriyar) är en ort i Azerbajdzjan.   Den ligger i distriktet Xanlar Rayonu, i den västra delen av landet, 300 km väster om huvudstaden Baku. Mirzik ligger 1 090 meter över havet och antalet invånare är 1 114.
Terrängen runt Mirzik är kuperad åt nordväst, men åt sydost är den bergig. Närmaste större samhälle är Yukhary-Dashkesan, 10,2 km väster om Mirzik.
I omgivningarna runt Mirzik växer i huvudsak lövfällande lövskog. Runt Mirzik är det ganska tätbefolkat, med 52 invånare per kvadratkilometer.